# Piornal
Piornal – gmina w Hiszpanii, w prowincji Cáceres, w Estramadurze, o powierzchni 36,39 km². W 2011 roku gmina liczyła 1550 mieszkańców.